# کالوز
کالوز (به مجاری:  Káloz) یک شهرداری در مجارستان است که در ناحیه سکش‌فهروار واقع شده‌است. کالوز ۴۷٫۷۹ کیلومتر مربع مساحت و ۲٬۵۴۳ نفر جمعیت دارد.

## خواهرخوانده
شهرهای Carastelec و جمیانه خواهرخوانده‌های کالوز هستند.